# Lista planetelor minore/181901–182000
Aceasta este Lista planetelor minore/181901–182000; pentru a naviga prin lista completă vezi Lista planetelor minore.
Pentru ale detalii vezi și Proiect:Astronomie sau Portal:Astronomie.
| Nume      | Denumire provizorie | Data descoperirii  | Locul descoperirii     | Descoperitor(i)                                  |
| --------- | ------------------- | ------------------ | ---------------------- | ------------------------------------------------ |
| 181901 -  | 1999 RP214          | 6 septembrie 1999  | Anderson Mesa          | LONEOS                                           |
| 181902⁠(d) | 1999 RD215          | 6 septembrie 1999  | Mauna Kea⁠(d)           | C. A. Trujillo⁠(d), J. X. Luu⁠(d), D. C. Jewitt⁠(d) |
| 181903 -  | 1999 RE237          | 8 septembrie 1999  | Catalina               | CSS                                              |
| 181904 -  | 1999 RN254          | 8 septembrie 1999  | Catalina               | CSS                                              |
| 181905 -  | 1999 SR1            | 20 septembrie 1999 | Ondřejov⁠(d)            | L. Šarounová⁠(d)                                  |
| 181906 -  | 1999 SC4            | 29 septembrie 1999 | Višnjan Observatory⁠(d) | K. Korlević                                      |
| 181907 -  | 1999 SC14           | 29 septembrie 1999 | Catalina               | CSS                                              |
| 181908 -  | 1999 SG19           | 29 septembrie 1999 | Catalina               | CSS                                              |
| 181909 -  | 1999 TX15           | 12 octombrie 1999  | Ondřejov⁠(d)            | P. Pravec⁠(d), P. Kušnirák⁠(d)                     |
| 181910 -  | 1999 TR34           | 2 octombrie 1999   | Socorro                | LINEAR                                           |
| 181911 -  | 1999 TQ39           | 3 octombrie 1999   | Catalina               | CSS                                              |
| 181912 -  | 1999 TP41           | 2 octombrie 1999   | Kitt Peak              | Spacewatch                                       |
| 181913 -  | 1999 TS44           | 3 octombrie 1999   | Kitt Peak              | Spacewatch                                       |
| 181914 -  | 1999 TZ46           | 4 octombrie 1999   | Kitt Peak              | Spacewatch                                       |
| 181915 -  | 1999 TY51           | 4 octombrie 1999   | Kitt Peak              | Spacewatch                                       |
| 181916 -  | 1999 TH53           | 6 octombrie 1999   | Kitt Peak              | Spacewatch                                       |
| 181917 -  | 1999 TP71           | 9 octombrie 1999   | Kitt Peak              | Spacewatch                                       |
| 181918 -  | 1999 TL74           | 10 octombrie 1999  | Kitt Peak              | Spacewatch                                       |
| 181919 -  | 1999 TZ76           | 10 octombrie 1999  | Kitt Peak              | Spacewatch                                       |
| 181920 -  | 1999 TN79           | 11 octombrie 1999  | Kitt Peak              | Spacewatch                                       |
| 181921 -  | 1999 TQ79           | 11 octombrie 1999  | Kitt Peak              | Spacewatch                                       |
| 181922 -  | 1999 TQ80           | 11 octombrie 1999  | Kitt Peak              | Spacewatch                                       |
| 181923 -  | 1999 TD105          | 3 octombrie 1999   | Socorro                | LINEAR                                           |
| 181924 -  | 1999 TW115          | 4 octombrie 1999   | Socorro                | LINEAR                                           |
| 181925 -  | 1999 TW117          | 4 octombrie 1999   | Socorro                | LINEAR                                           |
| 181926 -  | 1999 TT130          | 6 octombrie 1999   | Socorro                | LINEAR                                           |
| 181927 -  | 1999 TM133          | 6 octombrie 1999   | Socorro                | LINEAR                                           |
| 181928 -  | 1999 TE134          | 6 octombrie 1999   | Socorro                | LINEAR                                           |
| 181929 -  | 1999 TR134          | 6 octombrie 1999   | Socorro                | LINEAR                                           |
| 181930 -  | 1999 TD136          | 6 octombrie 1999   | Socorro                | LINEAR                                           |
| 181931 -  | 1999 TJ138          | 6 octombrie 1999   | Socorro                | LINEAR                                           |
| 181932 -  | 1999 TY138          | 6 octombrie 1999   | Socorro                | LINEAR                                           |
| 181933 -  | 1999 TD142          | 7 octombrie 1999   | Socorro                | LINEAR                                           |
| 181934 -  | 1999 TM144          | 7 octombrie 1999   | Socorro                | LINEAR                                           |
| 181935 -  | 1999 TS155          | 7 octombrie 1999   | Socorro                | LINEAR                                           |
| 181936 -  | 1999 TC158          | 7 octombrie 1999   | Socorro                | LINEAR                                           |
| 181937 -  | 1999 TX159          | 9 octombrie 1999   | Socorro                | LINEAR                                           |
| 181938 -  | 1999 TB161          | 9 octombrie 1999   | Socorro                | LINEAR                                           |
| 181939 -  | 1999 TQ163          | 9 octombrie 1999   | Socorro                | LINEAR                                           |
| 181940 -  | 1999 TJ169          | 10 octombrie 1999  | Socorro                | LINEAR                                           |
| 181941 -  | 1999 TT173          | 10 octombrie 1999  | Socorro                | LINEAR                                           |
| 181942 -  | 1999 TZ176          | 10 octombrie 1999  | Socorro                | LINEAR                                           |
| 181943 -  | 1999 TT179          | 10 octombrie 1999  | Socorro                | LINEAR                                           |
| 181944 -  | 1999 TN180          | 10 octombrie 1999  | Socorro                | LINEAR                                           |
| 181945 -  | 1999 TC202          | 13 octombrie 1999  | Socorro                | LINEAR                                           |
| 181946 -  | 1999 TM203          | 13 octombrie 1999  | Socorro                | LINEAR                                           |
| 181947 -  | 1999 TG215          | 15 octombrie 1999  | Socorro                | LINEAR                                           |
| 181948 -  | 1999 TP216          | 15 octombrie 1999  | Socorro                | LINEAR                                           |
| 181949 -  | 1999 TF219          | 1 octombrie 1999   | Catalina               | CSS                                              |
| 181950 -  | 1999 TB226          | 2 octombrie 1999   | Kitt Peak              | Spacewatch                                       |
| 181951 -  | 1999 TA228          | 1 octombrie 1999   | Kitt Peak              | Spacewatch                                       |
| 181952 -  | 1999 TL231          | 5 octombrie 1999   | Catalina               | CSS                                              |
| 181953 -  | 1999 TH245          | 7 octombrie 1999   | Catalina               | CSS                                              |
| 181954 -  | 1999 TT263          | 15 octombrie 1999  | Kitt Peak              | Spacewatch                                       |
| 181955 -  | 1999 TE272          | 3 octombrie 1999   | Socorro                | LINEAR                                           |
| 181956 -  | 1999 TV287          | 10 octombrie 1999  | Socorro                | LINEAR                                           |
| 181957 -  | 1999 TA289          | 10 octombrie 1999  | Socorro                | LINEAR                                           |
| 181958 -  | 1999 UL7            | 30 octombrie 1999  | Socorro                | LINEAR                                           |
| 181959 -  | 1999 UG21           | 31 octombrie 1999  | Kitt Peak              | Spacewatch                                       |
| 181960 -  | 1999 UM24           | 28 octombrie 1999  | Catalina               | CSS                                              |
| 181961 -  | 1999 UA31           | 31 octombrie 1999  | Kitt Peak              | Spacewatch                                       |
| 181962 -  | 1999 UU35           | 31 octombrie 1999  | Kitt Peak              | Spacewatch                                       |
| 181963 -  | 1999 UO37           | 16 octombrie 1999  | Kitt Peak              | Spacewatch                                       |
| 181964 -  | 1999 UE40           | 16 octombrie 1999  | Socorro                | LINEAR                                           |
| 181965 -  | 1999 UN41           | 18 octombrie 1999  | Kitt Peak              | Spacewatch                                       |
| 181966 -  | 1999 UA42           | 20 octombrie 1999  | Socorro                | LINEAR                                           |
| 181967 -  | 1999 UW47           | 30 octombrie 1999  | Catalina               | CSS                                              |
| 181968 -  | 1999 UW58           | 30 octombrie 1999  | Socorro                | LINEAR                                           |
| 181969 -  | 1999 VU14           | 2 noiembrie 1999   | Kitt Peak              | Spacewatch                                       |
| 181970 -  | 1999 VF17           | 2 noiembrie 1999   | Kitt Peak              | Spacewatch                                       |
| 181971 -  | 1999 VM17           | 2 noiembrie 1999   | Kitt Peak              | Spacewatch                                       |
| 181972 -  | 1999 VD21           | 12 noiembrie 1999  | Farra d'Isonzo         | Farra d'Isonzo                                   |
| 181973 -  | 1999 VS26           | 3 noiembrie 1999   | Socorro                | LINEAR                                           |
| 181974 -  | 1999 VJ30           | 3 noiembrie 1999   | Socorro                | LINEAR                                           |
| 181975 -  | 1999 VK35           | 3 noiembrie 1999   | Socorro                | LINEAR                                           |
| 181976 -  | 1999 VK45           | 4 noiembrie 1999   | Catalina               | CSS                                              |
| 181977 -  | 1999 VJ64           | 4 noiembrie 1999   | Socorro                | LINEAR                                           |
| 181978 -  | 1999 VV66           | 4 noiembrie 1999   | Socorro                | LINEAR                                           |
| 181979 -  | 1999 VZ66           | 4 noiembrie 1999   | Socorro                | LINEAR                                           |
| 181980 -  | 1999 VZ69           | 4 noiembrie 1999   | Socorro                | LINEAR                                           |
| 181981 -  | 1999 VC71           | 4 noiembrie 1999   | Socorro                | LINEAR                                           |
| 181982 -  | 1999 VO74           | 5 noiembrie 1999   | Kitt Peak              | Spacewatch                                       |
| 181983 -  | 1999 VO80           | 4 noiembrie 1999   | Socorro                | LINEAR                                           |
| 181984 -  | 1999 VF82           | 5 noiembrie 1999   | Socorro                | LINEAR                                           |
| 181985 -  | 1999 VW95           | 9 noiembrie 1999   | Socorro                | LINEAR                                           |
| 181986 -  | 1999 VR104          | 9 noiembrie 1999   | Socorro                | LINEAR                                           |
| 181987 -  | 1999 VQ108          | 9 noiembrie 1999   | Socorro                | LINEAR                                           |
| 181988 -  | 1999 VF110          | 9 noiembrie 1999   | Socorro                | LINEAR                                           |
| 181989 -  | 1999 VW111          | 9 noiembrie 1999   | Socorro                | LINEAR                                           |
| 181990 -  | 1999 VG113          | 9 noiembrie 1999   | Socorro                | LINEAR                                           |
| 181991 -  | 1999 VH121          | 4 noiembrie 1999   | Kitt Peak              | Spacewatch                                       |
| 181992 -  | 1999 VZ125          | 9 noiembrie 1999   | Kitt Peak              | Spacewatch                                       |
| 181993 -  | 1999 VP130          | 9 noiembrie 1999   | Kitt Peak              | Spacewatch                                       |
| 181994 -  | 1999 VO161          | 14 noiembrie 1999  | Socorro                | LINEAR                                           |
| 181995 -  | 1999 VV165          | 14 noiembrie 1999  | Socorro                | LINEAR                                           |
| 181996 -  | 1999 VQ167          | 14 noiembrie 1999  | Socorro                | LINEAR                                           |
| 181997 -  | 1999 VR180          | 6 noiembrie 1999   | Socorro                | LINEAR                                           |
| 181998 -  | 1999 VC212          | 12 noiembrie 1999  | Socorro                | LINEAR                                           |
| 181999 -  | 1999 WG15           | 29 noiembrie 1999  | Kitt Peak              | Spacewatch                                       |
| 182000 -  | 1999 WX20           | 16 noiembrie 1999  | Kitt Peak              | Spacewatch                                       |